# L'Isle-aux-Allumettes
L'Isle-aux-Allumettes è un comune del Canada, situato nella provincia del Québec, nella regione di Outaouais.